# 多莫日爾
49°53′24″N 23°50′25″E / 49.89000°N 23.84028°E
多馬日爾（烏克蘭語：Дома́жир），是烏克蘭的村落，位於該國西部利沃夫州，由亞沃里夫區負責管轄，始建於1868年，面積0.7平方公里，海拔高度299米，2006年人口711，人口密度每平方公里1,015.71人。